# Рукми
Рукми (санскр. रुक्मी, IAST: Rukmī) — герой «Махабхараты» и Пуран, царь Видарбхи, сын царя Бхихмаки и старший брат Рукмини. 

## История
Рукми хотел выдать свою старшую сестру Рукмини замуж за правителя Чеди Шишупалу, но Кришна расстроил эти планы, похитив девушку и женившись на ней. Рукми сразился с Кришной, но потерпел поражение. Когда Кришна собирался было уже убить своего противника, Рукмини упала к его стопам и взмолила его пощадить брата. Вняв её мольбам, Кришна отпустил Рукми, предварительно обрив ему голову, что для кшатрия считалось крайне позорным и было даже хуже смерти. Позднее Рукми подружился с Кришной. Рукми так никогда и не вернулся в столицу Видарбхи Кундинапури. Вместо этого он основал к западу от Кундины город Бходжаката и оттуда управлял своим царством. Перед началом Битвы на Курукшетре ни Арджуна ни Дурьодхана не захотели принять Рукми в качестве союзника. Из-за этого армия Видарбхи не приняла участие в великой битве между Кауравами и Пандавами.